# Huy chương Stampacchia
Huy chương vàng Stampacchia là một giải thưởng quốc tế của Hội liên hiệp Toán học Ý (Unione Matematica Italiana) và "Ettore Majorana Foundation" (Erice), được trao mỗi 3 năm cho các nhà toán học trẻ dưới 35 tuổi, có đóng góp xuất sắc trong lãnh vực phép tính vi phân và các việc áp dụng liên quan.
Huy chương được đặt theo tên nhà toán học Ý Guido Stampacchia và được trao lần đầu năm 2003.

## Các người đoạt huy chương
- 2003 Tristan Rivière (ETH Zürich)
- 2006 Giuseppe Mingione (Đại học Parma)
- 2009 Camillo De Lellis  (Đại học Zürich)[2]
- 2012 Ovidiu Savin (Đại học Columbia)